# Kontrowersje wokół globalnego ocieplenia
Kontrowersje wokół globalnego ocieplenia – dyskusja dotycząca natury i konsekwencji globalnego ocieplenia. Nieporozumienia dotyczą m.in. przyczyn wzrostu średniej temperatury globalnej powietrza (szczególnie od połowy XX wieku), czy trend ocieplenia jest bezprecedensowy lub w zakresie klimatycznych oscylacji i czy podawany wzrost w pełni lub częściowo nie wynika z niedokładnych pomiarów. Dodatkowe kwestie to szacunki wrażliwości klimatycznej, prognozy ocieplenia w przyszłości, konsekwencje i przeciwdziałanie. Prowadzona jest żywiołowa debata w mediach masowych i polityce, a zaangażowane są korporacje, organizacje polityczne i osoby indywidualne.

## Poglądy naukowców na ostatnie globalne ocieplenie

### Podsumowania stowarzyszeń naukowych

Badania akademickie nad konsensusem naukowym w sprawie antropogeniczności globalnego ocieplenia wśród klimatologów (2010–2015) wskazują, że poziom konsensusu koreluje z wiedzą specjalistyczną w zakresie nauk o klimacie. Badanie z 2019 r. wykazało, że konsensus naukowy wynosi 100%, a badanie z 2021 r. wykazało, że konsensus przekroczył 99%.

Narodowe i międzynarodowe akademie nauk oraz profesjonalne stowarzyszenia wytworzyły silny naukowy konsensus na temat globalnego ocieplenia. Niemal wszyscy (97–98%, 99,994%) klimatolodzy aktywnie publikujący artykuły o klimacie są zdania, że od połowy XX w. klimat Ziemi się ociepla i jest to spowodowane głównie przez aktywność człowieka. Oceny te potwierdzają i popierają stanowisko Międzyrządowego Zespołu ds. Zmian Klimatu (IPCC).

### Petycja oregońska
Około 31 tys. naukowców i osób posiadający co najmniej tytuł licencjata nauk ścisłych różnych specjalizacji, podpisało apel o odrzucenie Protokołu z Kioto, nazywany Petycją oregońską.

## Debata na temat istnienia konsensusu

### Konsensus
Wszelkie dotychczasowe przeglądy literatury naukowej oraz środowiska naukowego zajmującego się tematyką klimatu wskazują na silny konsensus (w nawiasie podany jest procent prac/naukowców, którzy są zgodni w kwestii istnienia ocieplenia i wpływu człowieka): Oreskes 2004 (75%),
Anderegg 2010 (97%),
Cook 2013 (97%),
Verheggen 2014 (90%),
Stenhouse 2014 (93%),
Carlton 2015 (92%).
Badania akademickie nad konsensusem naukowym w sprawie antropogeniczności globalnego ocieplenia wśród klimatologów (2010–2015) wskazują, że poziom konsensusu koreluje z wiedzą specjalistyczną w zakresie nauk o klimacie. Badanie z 2019 r. wykazało, że konsensus naukowy wynosi 100%, a badanie z 2021 r. wykazało, że konsensus przekroczył 99%.
Większość klimatologów zgadza się, że globalne ocieplenie spowodowane jest głównie działalnością człowieka, taką jak spalanie paliw kopalnych i wylesianie. Wniosek o ociepleniu się klimatu globalnego wskutek działalności człowieka i kontynuacji tego trendu, jeżeli emisje gazów cieplarnianych nie zostaną zredukowane poparło co najmniej 30 stowarzyszeń naukowych i akademii nauk, wliczając w to wszystkie akademie naukowe najbardziej uprzemysłowionych państw. Narodowa akademia nauk USA, American Association for the Advancement of Science oraz akademie nauk najbardziej uprzemysłowionych i rozwijających się krajów świata w oświadczeniu wspólnym specyficznie używają słowa „konsensus” odnosząc się do tej konkluzji.

### Historia debaty na temat istnienia konsensusu
W 2004 Naomi Oreskes opublikowała esej w czasopiśmie Science, będący sprawozdaniem z przeglądu 928 abstraktów recenzowanych artykułów naukowych związanych z globalną zmianą klimatu w bazie danych ISI. Oreskes stwierdziła: „niezwykłe że żaden z artykułów nie był odmiennego zdania niż pozycja konsensusu... Ta analiza pokazuje, że naukowcy publikujący w recenzowanej literaturze naukowej zgadzają się z IPCC, National Academy of Sciences i publicznymi oświadczeniami profesjonalnych stowarzyszeń”.
Benny Peiser twierdził, że znalazł błędy w pracy Oreskes, ale jego próba obalenia została zakwestionowana i nie opublikowało jej recenzowane czasopismo naukowe. Później Peiser odwołał częściowo swój krytycyzm, komentując też, że „znakomita większość klimatologów zgadza się, że obecny okres ocieplenia spowodował głównie człowiek. Jednakże ten konsensus większości daleki jest od jednomyślności”.
Adwersarze albo zupełnie wykluczają istnienie ugody, albo utrzymują, że większość naukowców uważa globalne ocieplenie za „nieudowodnione”, albo zwracają uwagę na zagrożenia związane z konsensusem w nauce. Inni stwierdzają, że niektórzy zwolennicy lub oponenci zostali „stłumieni” lub zeszli do podziemia.
Wstępniak Richarda Lindzena z 2006 w The Wall Street Journal sprzeciwiał się twierdzeniu, że osiągnięto naukowy konsensus i zaliczył badanie czasopisma Science oraz inne źródła, jak raporty IPCC i NAS jako część „intensywnych starań mających zasugerować, że teoretycznie oczekiwany wkład z dodatkowego dwutlenku węgla naprawdę wykryto”. Lindzen napisał 12 kwietnia 2006 w The Wall Street Journal:

Ale jest groźniejsze oblicze karmienia tą gorączką. Naukowcy odstępujący od panikarstwa doświadczyli zaniku dotacji, wyśmiewania ich pracy i zniesławienia jako kukiełki przemysłu, naukowe płotki albo i gorzej. W konsekwencji kłamstwa o zmianie klimatu zyskują zaufanie nawet gdy odfruwają w obliczu nauki, która podobno jest ich podstawą.

Podobnie Timothy F. Ball twierdzi, że sceptycy zeszli do podziemia dla „bezpieczeństwa posady i ze strachu przed odwetem. Nawet na uniwersytecie, gdzie wolność słowa i podważanie dominującej wiedzy jest podobno pożądana, uczeni pozostają cicho”.
Jeden z sondaży środowiska naukowego odkrył odwrotność problemu – New Scientist odnotowuje, że w ankietach dużo większa frakcja naukowców amerykańskich konsekwentnie twierdzi, że pracodawcy lub rząd USA naciskają na nich, aby zaprzeczyli globalnemu ociepleniu wskutek działalności człowieka, o ile nie chcą ryzykować utraty dotacji.
W odpowiedzi na konsensus na temat globalnego ocieplenia niektórzy sceptycy porównali teorię z religią, ruchem eugenicznym i zdyskredytowanymi teoriami naukowych, takimi jak miazma.

#### Lista Heartland Institute
W 2007 roku prawicowy think tank Heartland Institute opublikował na swojej stronie artykuł zatytułowany „500 naukowców, którzy mają podstawy by wątpić w straszak o globalnym ociepleniu spowodowanym przez człowieka”. Do artykułu była dołączona lista pięciuset nazwisk naukowców z różnych specjalizacji zatytułowana jako „Współautorzy”. Dziennikarz Richard Littlemore postanowił skontaktować się z naukowcami wymienionymi na liście aby zweryfikować ich rzeczywiste poglądy na temat globalnego ocieplenia. Littlemore opublikował wyniki swojej weryfikacji na blogu DeSmog. Opisał on tam jak po kilkudziesięciu godzinach od wysłania zapytań otrzymał kilkadziesiąt maili od naukowców oburzonych umieszczeniem ich nazwisk na liście i żądających ich stamtąd. Według jego ustaleń na liście znalazły się nazwiska 45 naukowców, którzy nie wiedzieli o włączeniu ich jako współautorów tego artykułu i nie zgodzili się z jego treścią. W odpowiedzi na krytykę, Instytut zmienił tytuł listy na „500 Scientists Whose Research Contradicts Man-Made Global Warming Scares” Nie usunął jednak z listy żadnego nazwiska naukowca. Ówczesny prezes Instytutu, Joseph Bast, przekonywał, że naukowcy nie mają ani prawnych, ani etycznych podstaw by żądać usunięcia swoich nazwisk z tej listy.

## Kształtowanie opinii publicznej
W Unii Europejskiej walka z globalnym ociepleniem jest od dawna kwestią priorytetową. Wszystkie kraje członkowskie Unii ratyfikowały Protokół z Kioto z 1997, a niektóre kraje europejskie już przed 1990 rozpoczęły działania mające na celu redukcję emisji gazów cieplarnianych, np. Margaret Thatcher w 1988 apelowała o przeciwdziałanie wywołanym przez człowieka zmianom klimatu, RFN (później Niemcy) rozpoczęło inicjatywy po zwycięstwie partii Zielonych w wyborach do Parlamentu w 1983. Analizujący trendy językowe na świecie Global Language Monitor zaliczył w 2005 „globalne ocieplenie” i bardziej politycznie neutralne „zmiana klimatu” jako tzw. chwytliwe hasła (ang. catch phrase). W Europie pogląd, że człowiek wpływa na klimat, zyskał szerokie uznanie szybciej niż w innych częściach świata, szczególnie w porównaniu do Stanów Zjednoczonych.
Toczyła się również debata wśród komentatorów publicznych – ile uwagi w mediach należy poświęcić każdej ze stron kontrowersji. Andrew Neil z BBC stwierdził, że „jest wielkie zagrożenie, że w pewnych kwestiach stajemy się partią jednostronną i prezentujemy tylko jeden pogląd. Nie trzeba zaprzeczać zmianie klimatu, żeby zauważyć duży zakres opinii w tej sprawie”.
Poniższa tabela przedstawia wyniki ankiet, na temat istnienia i znaczenia globalnego ocieplenia na świecie i w USA:
| Pogląd                                                      | % zgadzających się          | Dotyczy/Rok                 |
| ABC NEWS/TIME/STANFORD POLL                                 | ABC NEWS/TIME/STANFORD POLL | ABC NEWS/TIME/STANFORD POLL |
| ----------------------------------------------------------- | --------------------------- | --------------------------- |
| Globalne ocieplenie prawdopodobnie ma miejsce.              | 80                          | USA/1998                    |
| Naukowcy spierają się w tej sprawie                         | 67                          | USA/1998                    |
| Globalne ocieplenie prawdopodobnie ma miejsce.              | 85                          | USA/2006                    |
| Naukowcy spierają się w tej sprawie                         | 64                          | USA/2006                    |
| GlobeScan Poll                                              |                             |                             |
| Zmiana klimatu to poważny problem.                          | 82                          | Świat/2003                  |
| Zmiana klimatu to poważny problem.                          | 71                          | USA/2003                    |
| Zmiana klimatu to poważny problem.                          | 90                          | Świat/2006                  |
| Zmiana klimatu to poważny problem.                          | 76                          | USA/2006                    |
| BBC World Service Pool                                      |                             |                             |
| Działalność człowieka to znacząca przyczyna zmiany klimatu. | 71                          | USA/2007                    |
| Działalność człowieka to znacząca przyczyna zmiany klimatu. | 79                          | Świat/2007                  |
| Niezbędne jest prędkie podjęcie odpowiednich działań.       | 59                          | USA/2007                    |
| Niezbędne jest prędkie podjęcie odpowiednich działań.       | 65                          | Świat/2007                  |

Sondaż Ipsos MORI z czerwca 2007 w Wielkiej Brytanii wykazał, że 56% ankietowanych uważało, że naukowcy wciąż kwestionują zmianę klimatu. Z ankiety wynikało, że terroryzm, graffiti i przestępstwo budziły większy niepokój niż zmiana klimatu.
Przykładem słabego rozumienia tematyki jest mylenie globalnego ocieplenia z dziurą ozonową lub innymi problemami związanymi z ekologią.
Sondaż 15 krajów przeprowadzony w 2006 przez Pew Research Center ujawnił „znaczną przepaść w przywiązywaniu wagi do globalnego ocieplenia – mniej więcej dwie trzecie Japończyków (66%) i Hindusów (65%) stwierdza, że osobiście bardzo martwią się globalnym ociepleniem. W przybliżeniu połowa populacji Hiszpanii (51%) i Francji (46%) również okazuje wielki niepokój globalnym ociepleniem wśród tych, którzy słyszeli o problemie. Nie ma jednak dowodów na alarm w sprawie globalnego ocieplenia w Stanach Zjednoczonych i Chinach – dwóch największych producentach gazów cieplarnianych. Tylko 19% Amerykanów i 20% Chińczyków, którzy słyszeli o problemie, mówią, że wielce martwią się globalnym ociepleniem – najniższa wartość procentowa z 15 ankietowanych krajów. Ponadto prawie połowa Amerykanów (47%) i nieco mniej Chińczyków (37%) bardzo mało lub zupełnie nie martwi się problemem”. Sondaż 47 narodów przeprowadzony w 2007 wykazał, że „znaczące większości w 25 z 37 krajów mówią, że globalne ocieplenie jest ‘bardzo poważnym’ problemem”.

## Debata w Polsce
Część naukowców w Polsce bez specjalizacji w badaniu zmian klimatu (np. prof. dr hab. Przemysław Mastalerz, specjalista od chemii organicznej; prof. Zbigniew Jaworowski, lekarz-radiolog) skrytykowało podstawowe wnioski IPCC i naukowców je wspierających. Ich zdaniem, za obserwowany obecnie wzrost temperatury odpowiedzialne są procesy naturalne, które nawiedzają Ziemię cyklicznie od co najmniej tysięcy lat, a apele naukowców głoszących tezę wpływu człowieka na klimat mają na celu wywołanie u ludzi strachu, zapewniającego środki finansowe na badania. Prof. Zygmunt Kolenda (AGH, specjalista w zakresie matematycznego modelowania procesów wymiany ciepła i masy oraz termodynamiki procesów nieodwracalnych) twierdzi z kolei, że współczesne techniki obliczeniowe są daleko niewystarczające do poprawnego przewidywania długoterminowych zmian klimatycznych. Podaje też w wątpliwość merytoryczne kwalifikacje IPCC, jako ciała politycznego, a nie naukowego oraz nie zgadza się z tezą o znacznej przewadze liczebnej naukowców popierających wnioski IPCC.
Prof. Halina Lorenc klimatolog z IMiGW w wywiadzie radiowym którego udzieliła w 2009 powiedziała, że człowiek na pewno jest odpowiedzialny za aktualne ocieplenie klimatu, ale nie podziela zdania IPCC na temat tego, że człowiek odpowiada za aż 90% obserwowanego ocieplenia i że jej zdaniem trudno jest aktualnie ten procent określić. Prof. nauk o ziemi, klimatolog Krzysztof Błażejczyk alarmuje, że „wchodzimy w epokę, w której musimy podejmować próby powstrzymywania niebezpiecznych procesów, których sami jesteśmy źródłem”. Zbigniew Szwejkowski w wywiadzie z 2001 stwierdzał, że „to co winno zaabsorbować naszą uwagę w najbliższej przyszłości, gdy chodzi o zmiany klimatu, wiąże się z jego modyfikacjami antropogenicznymi, wywołanymi działalnością człowieka. [...] Klimat zmienia się bowiem pod wpływem czynników związanych z rozwojem cywilizacji, czyli pojawia się efekt uboczny postępu”.
Oświadczenie Polskiej Akademii Nauk z 13 grudnia 2007 wyraża poparcie dla apeli IPCC i jako „fakty” określa wzrost stężenia dwutlenku węgla i „innych, szkodliwych gazów generowanych przez działalność człowieka”. Oświadczenie stwierdza, że:

Problem globalnego ocieplenia, zmian klimatu i ich różnorodnego, negatywnego wpływu na życie człowieka i na funkcjonowanie całych społeczeństw jest jednym z najbardziej dramatycznych wyzwań współczesności.

Odmienne stanowisko opublikował Komitet Nauk Geologicznych Polskiej Akademii Nauk zajmujący się geologią w lutym 2009, które wskazuje na znaczną liczbę czynników wpływających na klimat Ziemi, niekompletność danych pomiarowych oraz niedoskonałość modeli, konkludując:

Dlatego należy bezwzględnie zachować daleko idącą powściągliwość w przypisywaniu człowiekowi wyłącznej, czy choćby tylko dominującej, odpowiedzialności za zwiększoną emisję gazów cieplarnianych, gdyż prawdziwość takiego twierdzenia nie została udowodniona.

W czerwcu 2009 Komitet Geofizyki PAN zajmujący się badaniami fizyki atmosfery i klimatu opublikował konkluzje w oświadczeniu Stanowiska w sprawie współczesnej zmiany klimatu:

Scenariusze dotyczące zmiany klimatu opracowane za pomocą modeli matematycznych są wprawdzie obarczone niepewnością, ale powinny być brane pod uwagę przy podejmowaniu decyzji politycznych i gospodarczych. Kolejne raporty Międzyrządowego Zespołu ds. Zmian Klimatu (IPCC), laureata Pokojowej Nagrody Nobla 2007, są, mimo pewnych niedostatków, najlepszą i najbardziej kompetentną syntezą badań na temat klimatu Ziemi i dobrze odzwierciedlają postęp wiedzy na temat procesów klimatotwórczych zachodzących na Ziemi.

## Hipotezy alternatywne do teorii o głównej roli antropogenicznych czynników
Naukowcy sprzeciwiający się dominującemu nurtowi naukowej analizy globalnego ocieplenia wyrażają różnorodne opinie dotyczące jego przyczyn. Niektórzy stwierdzają, że nie zostało ustalone, że ludzie są główną przyczyną globalnego ocieplenia (np. Robert Balling, Richard Lindzen i Roy Spencer). Inni przypisują globalne ocieplenie naturalnym wariacjom (np. Willie Soon i Sallie Baliunas), prądom morskim (np. William Gray), zwiększonej aktywności słonecznej (np. Nir Shaviv i Jan Veizer), promieniowaniu kosmicznemu (np. Henrik Svensmark), lub nieznanym czynnikom naturalnym (np. Marcel Leroux).
Hipotezy alternatywne do teorii antropogenicznego globalnego ocieplenia są ze sobą sprzeczne. Oznacza to, że każda z nich próbuje wytłumaczyć ocieplenie w inny sposób niezgodny z pozostałymi.

### Atrybucja gazów cieplarnianych
Atrybucja niedawnej zmiany klimatu omawia, jak globalne ocieplenie przypisuje się antropogenicznym gazom cieplarnianym. Sama korelacja CO2 i temperatury nie jest częścią tej atrybucji.

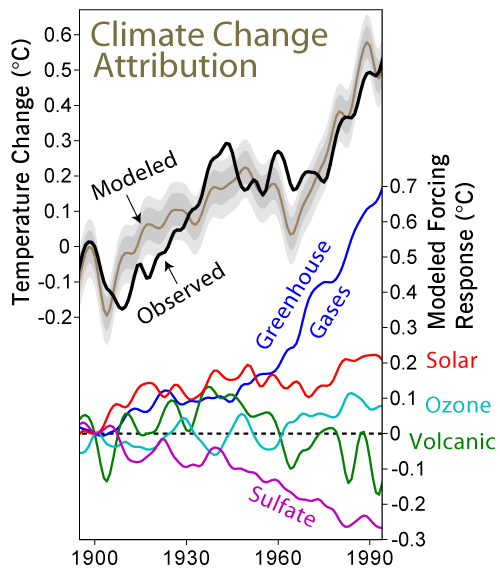
Rekonstrukcja danych temperatury używając historycznego wymuszania.

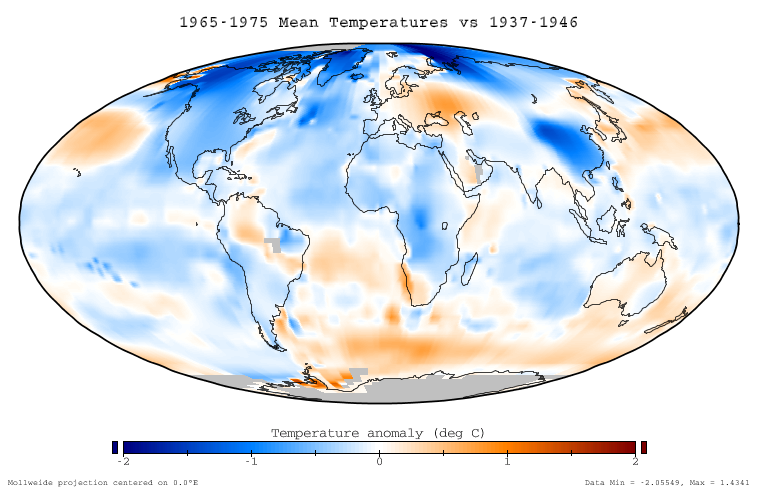
Anomalia średniej temperatury w okresie między 1965 i 1975 r. w stosunku do średniej z lat 1937 do 1946 wskazuje na ochłodzenie klimatu

- Modele ogólnej cyrkulacji i podstawowe uwarunkowania fizyczne przewidują, że temperatura troposfery w tropikach powinna wzrastać gwałtowniej niż temperatura powierzchni. Modele i obserwacje zgadzają się na temat tych wzmocnień w miesięcznej i rocznej skali czasu, ale nie w dekadowej (w większości zebranych danych). Nie jest jasne, czy te rozbieżności nie są spowodowane deficytami modeli, stronniczością w obserwacjach, czy jednym i drugim. Obecnie uważa się, że z powodu dużych niepewności w zaobserwowanym trendzie temperatury troposfery i innych dowodów na troposferyczne ocieplenie (takie jak wzrost wysokości tropopauzy), bardziej prawdopodobnym wyjaśnieniem jest stronniczość w obserwacjach[70]. Ponadto jeśli gazy cieplarniane powodują ocieplanie się klimatu, naukowcy oczekiwaliby ogrzewania się troposfery szybciej niż powierzchni, ale obserwacje tego nie wykazują[71]. Satelitarne pomiary temperatury pokazują, że temperatury troposferyczne wzrastają w „tempie podobnym do temperatury powierzchni”, dlatego IPCC wnioskuje, że ta rozbieżność została wyjaśniona[72].

- Badania rdzeni lodowych na Antarktydzie wykazują bliski związek temperatury z poziomem dwutlenku węgla podczas cykli ociepleń i zlodowaceń w ciągu ostatnich 420 000 lat. Według nich, poziom CO2 wzrastał wraz z początkiem interglacjału lub następował do 1000 lat po jego początku, a także obniżał się po spadku temperatury (początek zlodowacenia)[73]. Ten argument zakłada, że obecna zmiana jest częścią naturalnego cyklu i będzie podobna do innych zmian klimatu w przeszłości. Choć jest ogólna zgoda, że wariacje przed erą przemysłową dyktowane były głównie wymuszaniem astronomicznym[74], to przy obecnych odchyłkach, jakiegokolwiek formatu, twierdzi się, że są zsynchronizowane z antropogenicznym wytwarzaniem dwutlenku węgla. Analiza izotopów węgla z atmosferycznego CO2 pokazuje, że niedawno zaobserwowany wzrost dwutlenku węgla nie może pochodzić z oceanów, wulkanów lub biosfery, dlatego nie jest to odpowiedź na wzrastającą temperaturę tak jak w przeszłości[75].

- Między 1940 a 1970 globalne temperatury nieznacznie obniżyły się mimo wzrostu poziomu dwutlenku węgla, co przypisywane jest chłodzącemu efektowi aerozoli siarczanów[76][77][78][79].

- Stężenie dwutlenku węgla w atmosferze Ziemi wynosi ok. 400 cząsteczek na milion (ppm). Około 1880 nastąpił wzrost od 278 ppm do ponad 380 ppm w 2005. Sam dwutlenek węgla powoduje 9–26% efektu cieplarnianego i jest wzmacniany przez parę wodną. Ilość pary wodnej w atmosferze rośnie wraz ze wzrostem temperatury, tak więc ocieplenie spowodowane przez CO2 powoduje zwiększenie ilości pary wodnej i efektu cieplarnianego (sprzężenie zwrotne)[80][81].

- Ziemia doświadczyła epoki lodowej z dużo wyższym poziomem dwutlenku węgla. W okresie ordowiku w erze paleozoiku na Ziemi była epoka lodowa z szacowanym atmosferycznym CO2 4400 ppm[82] (lub 0,44% atmosfery). Jednakże niedawne badanie sugeruje, że okres ordowiku rozpoczął się z redukcją dwutlenku węgla[83].

Modele klimatu mogą poprawnie symulować temperaturę z przeszłego stulecia tylko z wymuszaniem gazów cieplarnianych, co jest zgodne z wnioskami IPCC, który stwierdził: „wymuszanie gazów cieplarnianych [w znacznej mierze wskutek działań człowieka] najprawdopodobniej spowodowało większość zaobserwowanego globalnego ocieplenia w ostatnich 50 latach”.

### Wpływ Słońca na klimat

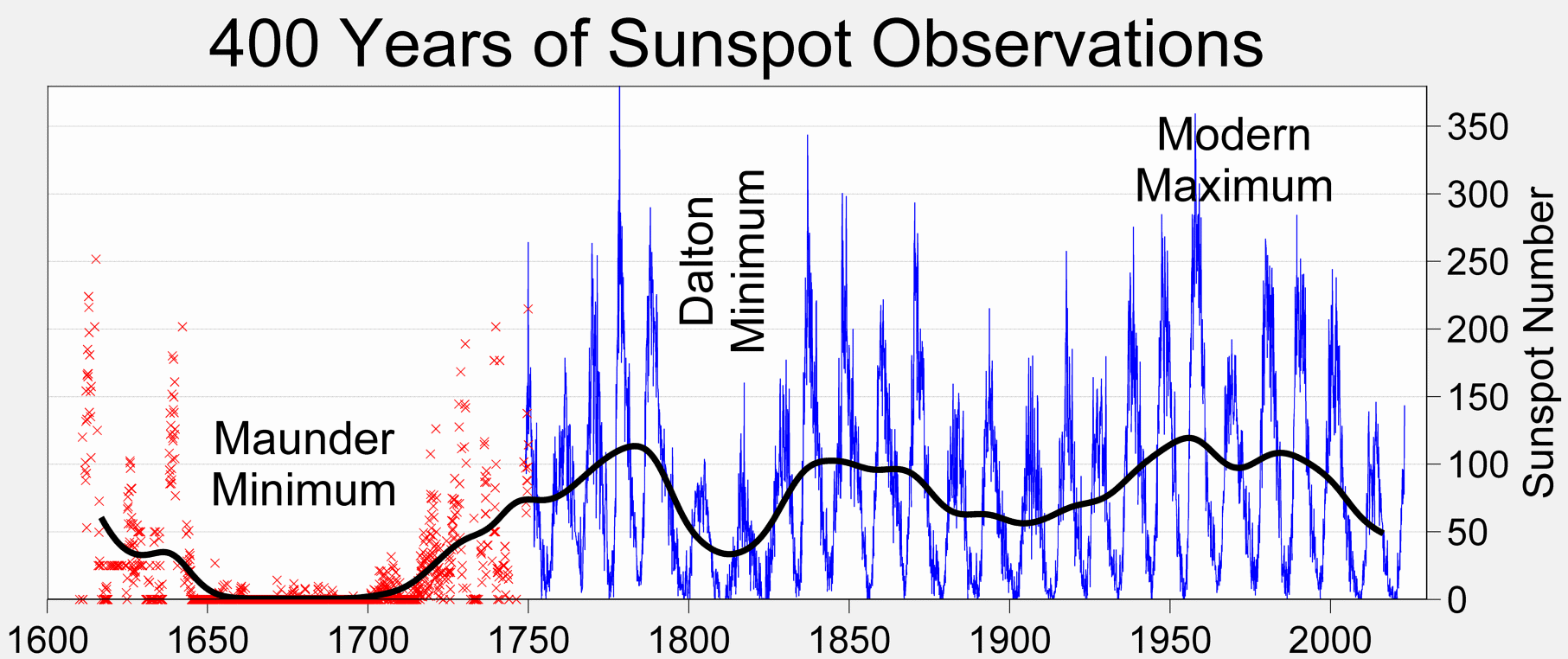
Zmiany liczby plam słonecznych (tzw. liczba Wolfa) na przestrzeni 400 lat

Istnieją badania twierdzące, że obecny poziom aktywności słonecznej jest historycznie wysoki, z powodu aktywności plam słonecznych i innych czynników. Aktywność słoneczna mogłaby wpłynąć na klimat przez wariację w produkcji promieniowania słonecznego lub, bardziej spekulacyjnie, przez pośredni efekt na stopień zachmurzenia. Solanki wraz ze współpracownikami sugeruje, że aktywność słoneczna ostatnich 60–70 lat jest najwyższa od 8000 lat; Muscheler i inni nie zgadzają się, wskazując, że inne porównywalne poziomy aktywności miały miejsce w ciągu ostatnich kilku tysięcy lat. Obie grupy naukowców stwierdzają, że wariacje aktywności Słońca nie są dominującym czynnikiem obecnego ocieplenia. Inną kwestią kontrowersji jest korelacja temperatury z wariacją słoneczną.
Badania nie potwierdzają także pośredniego wpływu Słońca na klimat poprzez zmiany zachmurzenia. Obserwowane zmiany w zachmurzeniu są zgodne z przewidywaniami modeli klimatycznych opisujących antropogeniczne globalne ocieplenie.

## Debata dotycząca prognoz i obserwacji

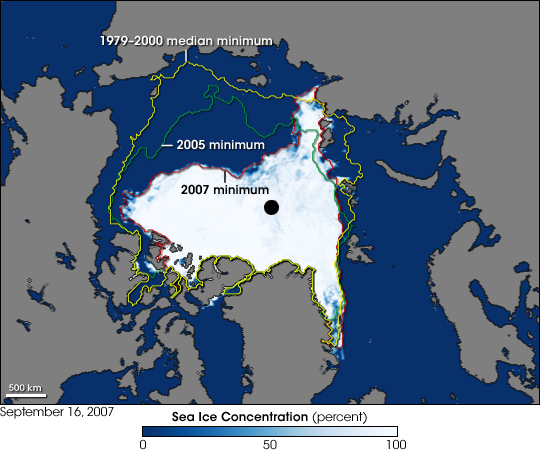
Lód Morza Arktycznego w 2007 w porównaniu do 2005 i średniej z 1979-2000.

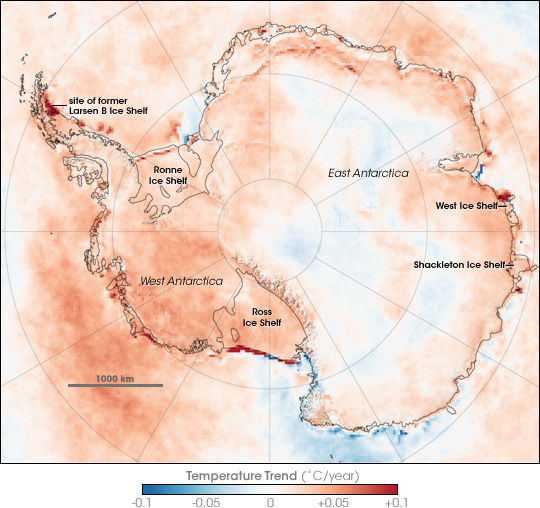
Trendy temperatury naskórka Antarktyki pomiędzy 1981 a 2007, opierając się na obserwacjach termicznej podczerwieni wykonanej przez sensory satelitarne NOAA. Trendy temperatury naskórka niekoniecznie odwzorowują trendy temperatury powietrza.

### Pak lodowy Arktyki
Po rekordowo niskiej zawartości lodu w 2007 badacz Arktyki Mark Serreze powiedział „gdybyście zapytali mnie kilka lat temu, kiedy Arktyka utraci całkowicie lód, powiedziałbym 2100 lub 2070. Teraz myślę, że 2030 to uzasadniona ocena”.
Jednak publikacja w Nature z 2003 podaje, że prognozy modeli komputerowych słabo odwzorowują zaobserwowane zmiany w lodzie Morza Arktycznego:

Zaobserwowane różnice w grubości paku lodowego Morza Arktycznego, pokazujące, że masa paku lodowego może zmienić się nawet do 16% w ciągu roku, kontrastuje z koncepcją wolno ubywającego lodu produkowanego przez efekt cieplarniany.

Roger A. Pielke uważa, że topnienie paku lodowego Morza Arktycznego to skutek ocieplenia regionalnego, a nie globalnego.
Według pracy naukowej University of British Columbia z 2010 roku dotyczącej przyspieszenia topnienia lodu na Grenlandii i ewentualna utrata pokrywy lodowej Grenlandii wynika w większym stopniu z gwałtownych zmiany w objętości wód roztopowych (wynikających z krótkotrwałych anomalii pogodowych) niż ze stopniowego wzrostu temperatury. Jednak globalnym zmianom klimatu przypisywane są i lokalne anomalie i globalny wzrost temperatury.

### Ochłodzenie Antarktydy
Kontrowersje dotyczące ochłodzenia się Antarktydy odnoszą się do pytania, czy obecne trendy temperatury na Antarktydzie nie są sprzeczne lub podające w wątpliwość teorię globalnego ocieplenia. Obserwacje jednoznacznie pokazują, że Półwysep Antarktyczny się ociepla. W innych miejscach trendy wykazują ocieplenie i ochłodzenie, lecz są niższe i zależne od pory roku i przedziału czasowego. Modele klimatu przewidują, że przyszłe trendy na Antarktydzie będą dużo niższe niż w Arktyce.
Choć kontrowersja ta istnieje na blogach i w prasie powszechnej, nie ma dowodów, że istnieje ona w środowisku naukowym. Sceptycy, w szczególności Michael Crichton, utrzymują, że wyniki badań Doran et al. zaprzeczają globalnemu ociepleniu. Główny autor artykułu Peter Doran stwierdził, że „...nasze wyniki zostały niewłaściwie wykorzystane jako «dowód» przeciwko globalnemu ociepleniu w powieści Chrichtona «Państwo Strachu»...”. Inni, np. RealClimate, zgadzają się, że nie ma sprzeczności.

## Aspekty polityczne i finansowe
Każda ze stron kontrowersji zarzuciła drugiej, że dotacje odegrały rolę w zachęceniu uwierzytelniających ekspertów do wypowiedzenia się.
Niektórzy naukowcy sceptycy – Fred Singer, Fred Seitz i Patrick Michaels – są lub byli związani z organizacjami finansowanymi przez ExxonMobil i Philip Morris w celu promocji sceptycyzmu wokół globalnego ocieplenia. Również grupy zatrudniające sceptyków globalnego ocieplenia, takie jak George C. Marshall Institute krytykowano za więzi z koncernami paliwowymi.
2 lutego 2007 The Guardian napisał, że Kenneth Green, przebywający na stażu w konserwatywnym think tanku AEI, rozesłał listy naukowcom w Wielkiej Brytanii i USA, oferując 10 000 USD, koszty podróży i dodatkowe wydatki, w zamian za napisanie esejów „wyróżniających wady i zalety postępowania IPCC”, w szczególności odnośnie do Czwartego Raportu IPCC.
Krytycy podnieśli larum, kiedy wyszło na jaw, że Intermountain Rural Electric Association (spółdzielnia energetyczna zaciągająca znaczną część elektryczności z fabryk węgla) ofiarowała globalnemu sceptykowi Patrickowi Michaelsowi i jego grupie New Hope Environmental Services 100 000 USD, a także namawiała swoich klientów o dodatkowe donacje.
Union of Concerned Scientists opracowała raport zatytułowany Smoke, Mirrors & Hot Air, który krytykuje Exxonmobil za „najbardziej wyrafinowaną i najbardziej udaną kampanię dezinformacyjną od czasów przemysłu tytoniowego” i za „[przesłanie] pomiędzy 1998 a 2005 ok. 16 milionów USD sieci ideologicznych organizacji i grup interesu, które kreują niepewność dotyczącą tego problemu”. W 2006 Exxon oświadczył, że nie będzie więcej finansował tych organizacji. Twierdzenie to zostało później zakwestionowane przez Greenpeace.
Redaktor naczelny Science Donald Kennedy powiedział, że sceptycy jak Michaels to bardziej lobbyści niż badacze, choć „nie sądzę, aby było to bardziej nieetyczne niż większość lobbingu, który jest nieetyczny”. Stwierdza, że donacje dla sceptyków „mają za zadanie szerzyć przekaz polityczny”.
Sceptycy globalnego ocieplenia uważają z kolei, że dotacje naukowe przyznawane są preferencyjnie zwolennikom teorii zmiany klimatu. Naukowiec atmosferyczny Reid Bryson w lipcu 2007 powiedział, że „w tym jest dużo pieniędzy... Jeśli chcesz być wybitnym naukowcem, musisz mieć wielu absolwentów i wiele dotacji. Nie dostaniesz dotacji, o ile nie powiesz 'a, globalne ocieplenie, tak, tak, dwutlenek węgla'”. Podobnie wyrazili się klimatolog Marcel Leroux, Roy Spencer z NASA, klimatolog i współpracownik IPCC John Christy, biogeograf z University of London Philip Stott i monitorująca media w USA Accuracy in Media.
Prof. meteorologii na MIT Richard Lindzen twierdzi, że „w zimie 1989 Reginald Newell, profesor meteorologii [na MIT], utracił dotację National Science Foundation ze względu na analizy danych, które nie pokazywały ocieplenia netto w ostatnim stuleciu”. Lindzen sugeruje również utratę funduszy lub posady wśród czterech naukowców po kwestionowaniu badań związanych z globalnym ociepleniem. Jednak sam Lindzen otrzymywał pieniądze od organizacji energetycznych, np. od OPEC i Western Fuels Association, wliczając „2500 USD dziennie za usługi konsultacyjne”, a także dotacje ze źródeł federalnych, m.in. od National Science Foundation, United States Department of Energy i NASA.
W 2010 roku Komisja Europejska przeznaczyła ponad 6 miliardów euro na finansowanie projektów służących m.in. opracowywaniu rozwiązań dla problemu globalnego ocieplenia.
W 2015 wyszło na jaw, że Exxon finansował kampanię mającą na celu dezinformację opinii publicznej, a jednocześnie w wewnętrznych raportach naukowcy Exxon przyznawali, że istnieje 100% konsensus w kwestii antropogenicznych przyczyn globalnego ocieplenia.